# جبرائيل الدلال
جبرائيل بن عبد الله بن نصر الله الدّلال (2 أبريل 1836 - 24 ديسمبر 1892) شاعر وصحفي سوري من أهل القرن التاسع عشر الميلادي. ولد في حلب ونشأ بها في عائلة مهتمة بالأدب. تعلم في عينطورة علومه الأولى، ثم رجع إلى حلب يكمل فيها تعليمه. فأولع بالعربية وآدابها وأتقن الفرنسية والإيطالية والتركية. حفظ كثيرًا من الشعر. أقام في باريس مدة وعمل فيها بالصحافة في جريدة الصدى العربية. ثم ذهب إلى أسطنبول فأصدر جريدة السلام على عهد خير الدين باشا التونسي وكان صدرًا أعظم، ثم أُقفلت الجريدة برحيله، ثم عمل ترجمانًا في وزارة المعارف في باريس. انتدب للتدريس في جامعة فيينا. وكان يعمل بالسياسة فاعتُقل وسُجن في حلب وظل سجينًا حتى وفاته. جمع قسطاكي الحمصي ديوانه بعنوان السحر الحلال في شعر الدلال ونشره في 1903.

## سيرته
هو جبرائيل بن عبد الله بن نصر الله الدّلال. ولد في مدينة حلب بإيالة حلب العثمانية في يوم 2 أبريل 1836 م/ 16 ذو الحجة 1251 هـ في أسرة عريقة مهتمة بالأدب. فقد أباه صغيراً، فاعتنت شقيقته مادلينا بتربيته. تعلم في عينطورة بلبنان علومه الأولى، وبعدها في مدارس المرسلين بحلب. 

أولع بالعربية وآدابها وأتقن الفرنسية والإيطالية والتركية. حفظ كثيرًا من الشعر فكان من أوسع أهل وطنه معرفة بآداب العرب. سافر إلى الأستانة وتعلم فيها اللغة التركية، وتجول في أوروبا وبلغ إسبانيا والبرتغال وبلجيكا وبلاد الجزائر، ثم أقام في باريس.

عمل فيها بالصحافة في جريدة الصدى العربية، وصار ترجماناً لوزارة المعارف، ثم استدعاه الوزير التركي خير الدين إلى الأستانة ليُنشئ فيها جريدة السلام، ولم تلبث أن ألغيت بعد استقالة الوزير، فطلبه المكتب العلمي في فيينا عاصمة النمسا ليدرّس العربية في كليتها، فأقام مدة سنتين وصنف هناك بعض المصنفات، منها رسالة في ملخص التاريخ العام ورسالات لغوية.

عاد إلى وطنه سنة 1884، وسكن حلب، فرحل عنها إلى مدينة بيروت، ثم أعاده وزير المعارف منيف باشا إلى حلب وعيّنه بإحدى وظائف مجلس المعارف، وأسند إليه تدريس اللغة الفرنسية في مدارس الحكومة، عُزل من منصبه وسُجن حتى توفي في 24 ديسمبر 1892م/ 5 جمادى الآخرة 1310 هـ بعد أن بقي سجيناً مدة سنتين، و دُفِن بحلب بولاية حلب العثمانية.

## شعره
«شعر سلس متدفق، متماسك القوافي، واضح الإيقاع، سهل الألفاظ، قريب المعاني، متمرد الأهداف، تظهر فيه طبائع الحضارة الغربية في القرن التاسع عشر وأثرها في المثقف العربي.»

## مؤلفاته
- السحر الحلال في شعر الدلال، في موقع كتاب بديا ديوان شعره، جمعه ونشره ابن أخته قسطاكي الحمصي، 1903.
- العرش والهيكل، قصيدة طبعت في كتاب الخواطر في الإسلام، لعطا باشا الحسيني، تقع في مائة واثنين وخمسين بيتًا، 1864.